# أحمد أباد (يزد)
أحمد أباد (بالفارسية: احمدآباد) هي مدينة تقع في البلدة المركزية من مدينة أردكان، محافظة يزد، في إيران. يقدر عدد سكانها بـ 4,693 نسمة .